# Ida Haendel
Ida Haendel (Chełm, 15 de diciembre de 1928-30 de junio de 2020) fue una violinista polaca de origen judío, nacionalizada británica. Ha sido una de las violinistas más destacadas de su generación.

## Familia y estudios
Ala, su hermana mayor, no mostró tener mucha habilidad para ser violinista. Al darse cuenta del gran talento que poseía Ida como violinista, su padre dejó su carrera y se implicó por completo en su educación musical. Decidió que Ida no iría a la escuela como su hermana y empezó a recibir clases de profesores privados. Cuando Ida tenía 6 años, su padre consiguió que el gobierno polaco los ayudara financieramente porque eran pobres en esa época. Con el dinero, alquiló un apartamento en Varsovia donde se mudó la familia para que Ida pudiera estudiar con la profesora  Mieczyslaw Michailowicz en el Chopin Conservatory.[cita requerida]
Ella y su padre se mudaron a Londres, donde comenzó a estudiar con el gran pedagogo húngaro Carl Flesch. (1935 - 1939), “Un verdadero pedagogo que sabe lo que el estudiante necesita psicológicamente”, dijo Ida; y  también con el compositor, pianista y violinista rumano George Enescu Sin embargo, cuando Ida se fue a estudiar con Enescu, Flesch se enfadó mucho y la echó de su clase.  Estos dos maestros influyeron de forma decisiva en su música.
La familia Haendel era judía (aunque Ida afirma que no fue educada en un entorno judío). El resto de la familia murió en Polonia porque no pudieron escapar.

## Carrera como concertista
Su debut estaba programado para el 13 de diciembre de 1937 bajo la batuta de Sir Thomas Beecham, pero en el último momento fue cancelado ya que el Consejo del Condado de Londres no aprobó su permiso porque no cumplía el requisito de ser mayor de 14 años. Este hecho es importante, ya que su edad siempre ha sido un tema controvertido. Para que Ida pudiera dar conciertos, su padre y el agente Harold Holt convencieron al Consejo de que tenía 14 años, cuando no era cierto.
En una crítica de The Observer se decía que “No prodigy since Menuhin has shown such a sense of fitness, or played with such glow, such dignity”. En éste tiempo, su mánager le recomendó cambiar su apellido de Hendel a Haendel, evocando asociación con el compositor del mismo nombre. Ofreció su primera interpretación pública del Concierto para violín de Brahms en septiembre de 1938, también bajo la dirección de Henry Wood y con la Orquesta Sinfónica de la BBC. Ella confirma a la revista “the Strads” que tenía 9 años cuando dio este concierto. 
El primer artículo escrito en la revista The Strad sobre Ida data de marzo de 1937. En este, se le vaticina una gran carrera. El redactor se atreve a predecir que puede convertirse en una de las mujeres violinistas más destacadas de su generación. Además, al final del artículo afirma: “Ida Haendel es definitivamente algo excepcional incluso en esta era de prodigios”.
También realizó giras por las islas británicas dando conciertos para las tropas en condiciones espantosas, a menudo sin orquesta o incluso piano. En estas ocasiones tocaba Bach a solo, lo que siempre fue muy apreciado por los soldados. (Cheniston K Roland, Violin Historian, Liverpool, 2001).
En Inglaterra Ida fue muy popular, tocó con la Proms 68 veces. El último concierto con la Proms que dio fue interpretando el Concierto para Violín de Britten. En estos 68 conciertos con la Proms interpretó diversas obras pasando por Mozart hasta Stravinsky.
En 1946, realizó su debut en los Estados Unidos (en el Carnegie Hall) y poco después de la guerra, ya pudo actuar en Alemania aunque hasta 1993 no debutó con la Filarmónica de Berlín.
Por sus distinguidas interpretaciones de este concierto, recibió en 1982 el Sibelius Prize.
En 1991, la Reina de Inglaterra le otorgó el título de” Commander of the British Empire” y en el año 2000, recibió del Príncipe Carlos un doctorado honoris causa del Royal College. Algunas de sus interpretaciones más recientes, han sido su aparición en el concurso Paganini de Breslavia en 2003, y durante la visita del papa Benedicto XVI al campo de concentración de Auschwitz-Birkenau en 2006, donde interpretó la Oración del “Dettingen Te Deum” de Handel.
Es conocida por sus interpretaciones del repertorio clásico de violín, pero Ida estaba también muy apasionada por la música del siglo 20.
El sistema de Flesch era para hacer solistas, y Haendel fue un caso extremo. No tenía un trío o un cuarteto, ni tocaba conciertos para dos o tres solistas. Le gustaba trabajar con pianistas acompañantes, más que con pianistas de su nivel, pero al final de su vida sí que lo hizo.
Para terminar, también se hizo cargo de la siguiente generación de violinistas. David Garrett fue su alumno, lo conoció cuando era adolescente. “Desde la primera nota tocó con la madurez de un adulto”, dijo Haendel. Garrett y todos los que conocieron a Ida Haendel la describen como una persona de buen corazón, amigable y afectuosa.

## Vida privada
Cuando era pequeña, su padre no le dejaba salir con chicos, porque pensaba que era solo suya. Ida era muy obediente con todo lo que le decía su padre, le gustaba porque le hacía sentir segura y amada.
Nunca tuvo una relación estable con ningún hombre. Sin embargo, en este documental dejó claro que era feliz siendo soltera y que no necesitaba la compañía de ningún hombre. A día de hoy, no sobrevive ningún familiar inmediato.

## Anécdotas
En 1970, publicó su autografía Woman with Violin.
La primera discográfica en contactar con ella en Inglaterra fue Decca cuando ella tenía tan solo 9 años. El dueño de Decca que sabía que ella soñaba con tener un perro, así que le regaló uno por grabar para la compañía. Lo llamó Decca y desde entonces todos sus perros han tenido ese nombre.

## Discografía
Su debut discográfico fue en 1940.
Su carrera discográfica abarca 70 años para sellos como EMI y Harmonia Mundi. En 1948-1949 grabó el Concierto de Beethoven, con Rafael Kubelik y la Philharmonia Orchestra. Otras grabaciones destacadas son las del Concierto de Brahms (incluyendo una con la London Symphony Orchestra dirigida por Sergiu Celibidache que fue el último disco de estudio de Celibidache) y el Concierto de Chaikovski con la National Symphony Orchestra dirigida por Basil Cameron. Como tributo a su maestro George Enescu, grabó su Sonata de violín con Vladímir Ashkenazi en 2000 obteniendo un Diapason d'Or.
Recopilación de grabaciones.

## Músicos con los que ha tocado
- Vladimir Ashkenazy[4]
- Paavo Berglund[4]
- Sir Adrian Boult[4]
- Sergiu Celibidache[4]
- Jonathan Feldman[4]
- Sir Eugene Goossens[4]
- Bernhard Haitink
- Eliahu Inbal
- Rafael Kubelik
- Zubin Mehta
- Ivor Newton
- Sir Simon Rattle
- Sir Henry Wood[4]
- Charles Munch[2]
- Slava Rostropovich[2]
- Thomas Beecham[3]
- Otto Klemperer[10]

## Instrumentos
El primer violín que tocó fue una copia de un Guarneri.
Después empezó a tocar violines Stradivarius: el “Sleeping Beauty” y después otro hecho en 1699 durante 60 años.
Su arco favorito era un Hill Fleur de Lys.

## Premios
- Miembro de jurados internacionales[4]
- Título de “Commander of the British Empire” en 1991[4]
- Honorary doctorate of the Royal College en 2000[4]
- Honorary doctorate of McGill University en 2006.[8]
- Sibelius Prize 1982 (MAGENTA claro 1 también)[4]

## Muerte
Ida Haendel, falleció el 30 de junio de 2020 en Pembroke Park, Miami (Florida) a la edad de 91 años.
Su sobrino Richard Grunberg, que confirmó la muerte en una residencia de ancianos, dijo que había tenido cáncer de riñón.